# Зелёный Гай (Хойникский район)
Зелёный Гай (бел. Зялёны Гай) — упразднённая деревня в Хойникском районе Гомельской области Беларуси. В составе Дворищанского сельсовета.

## География
Располагалась в 1,5 км на юго-восток от деревни Новосёлки Судковского сельсовета.

## История
Едва ли не впервые фольварк Делистов (бел. Дэлістаў) упомянут в ревизии 1811 года, в списке неосевшей шляхты, находившейся на службе в Хойникском имении обывателя Кароля Прозора, бывшего обозного литовского и кавалера. Здешним экономом назван 38-летний Людвик Альтингер. Впредь из инвентаря имения Юзефов 1844 года, принадлежавшего Юзефу, сыну Кароля, Прозору, известно, что к фольварку Делистов была приписана деревня Новосёлки с 68 крестьянскими дворами.
В «Списках населённых мест Минской губернии по въездам, приходам, еврейским обществам со сведениями об их расположении и народонаселении [Дело]: 1857 г.» засвидетельствовано, что 5 жителей мужского и 7 женского пола из фольварка Делистов были прихожанами Остроглядовского костёла Успения Пресвятой Девы Марии.
На 1886 год в усадьбе Делистов, что в 12 верстах от волостного центра Хойники, работали винокурня и мельница. В ноябре 1887 года последний из потомков обозного К. Прозора в регионе Константин продал обремененное долгами имение Хойники—Делистов российским купцам из Орловской губернии, карачевскому Михаилу Петровичу Авраамову и трубчевскому Гавриилу Семеновичу Куриндину за 580 000 рублей серебром. Из полученной суммы отдал долги Московскому земельному банку по имению Хойники 221 027 рублей 6 копеек, по имению Делистов — 54 121 рубль 69 копеек.
На 1909 год в Хойникской волости Речицкого уезда Минской губернии назван однодворный хутор Делистов с 28 жителями.
С октября 1914 года истопником и посыльным в конторе имения Делистов работал 13-летний Николай Селивановский. В ноябре 1917 — конце 1919 года он был конторщиком совхоза Делистов.
9 февраля 1918 года, ещё до подписания Брестского мира с большевистской Россией (3 марта), Германия передала южную часть Беларуси Украинской Народной Республике. В ответ на это, 9 марта Второй уставной грамотой территория провозглашена частью Белорусской Народной Республики. Делистов, однако, в составе Хойникской волости оказался во временно образованной 15 июня Полесской губернии с центром в Речице, с октября — в Мозыре. С 18 мая здесь действовала «стража Украинского государства» гетмана Павла Скоропадского.
1 января 1919 года, согласно постановлению I съезда КП(б) Беларуси, Речицкий уезд вошёл в состав Социалистической Советской Республики Беларуси, но 16 января вместе с другими этнически белорусскими территориями был присоединен к РСФСР.
После второго укрупнения БССР с 8 декабря 1926 года Делистов — в составе Новосёлковского сельсовета Хойникского района Речицкого округа БССР. С 9 июня 1927 года — в Гомельском округе. Где-то в начале 1930-х годов посёлок был переименован в Зелёный Гай. С 20 февраля 1938 года — в составе Полесской области с центром в Мозыре.
Накануне Великой Отечественной войны в посёлке Зелёный Гай насчитывалось 25 дворов (домов), а в них — 121 житель.
10 июня 1943 года боевая группа В. Шимана в ходе крупной операции против партизан полностью сожгла поселение, уничтожила 25 дворов, погубила жизни 102 человек.
После трагедии Зелёный Гай так и не возродилась.
На месте сожжённой деревни в 1968 году установлен памятник.
Память об уничтоженной деревне увековечена в мемориальной комплексе «Хатынь».

## Население
- 1940 год — 121 житель, 25 дворов

## Достопримечательность
- На месте сожжённой деревни в 1968 году установлен памятник (д. Новосёлки, территория Полесского радиационно-экологического заповедника)[16]. Оцифрован в июне 2025 года[17].
  - В 2025 году установлен памятный знак в честь жителей деревни Зелёный Гай.